# وضحى المسجن
'وضحى' المسجّن- شاعرة بحرينية.
تعدّ من أهم التجارب الشعرية الجديدة في المشهد الشعري البحريني. تنشر قصائدها ومقالاتها الصحف المحلية والعربيّة. درست الأدب العربي في جامعة البحرين وتخرجت عام 2006. عملت في التدريس كمدرسة لغة عربية في إحدى المدارس الثانوية بالبحرين لثلاث سنوات لحين استقالتها عام 2010 لأسباب موضوعيّة وذاتيّة. حاصلة على دبلوم الدراسات العليا في الأدب العربي من جامعة البحرين عام 2014، عادت مجددا للعمل في وزارة التربية والتعليم كمدرسة في أحد مدارس البحرين الثانوية عام 2013.

## الإصدارات
- «أُشيرُ فيغرقُ» 2005مجموعة شعرية عن المؤسسة العربية للدراسات والنشر.
- «كفّ الجنّة»2007 المغرب والتوزيع- مجموعة شعرية عن دار فراديس للنشر.
- «بيكيا عُشاق»2010 عن دار مسعى للنشر والتوزيع-الدار العربية للعلوم.
- «السير وحيدة برفقة أغنية وكلب» 2013 عن دار مسعى للنشر والتوزيع.
- أتسلى بالكتابة أفترض أني أتألم-منشورات تكوين-2020

## المشاركات
- شاركت في احتفالات أسرة الأدباء بيوم الشعر العالمي في عامي 2006- 2007م
- مثلت البحرين في مؤتمر القصة والشِعر العربي في صلالة بسلطنة عمان 2006م
- مثلت البحرين في مجال الشعر في فعاليات الأيام الثقافية البحرينية في الجزائر ضمن تظاهرة الجزائر عاصمة الثقافة العربية 2007
- استضافها ملتقى الثلاثاء في الكويت في أمسية خاصة وتوقيع لمجموعتها الثانية كف الجنّة في أكتوبر 2009
- استضافها ملتقى حرف الأدبي بالدمام في أمسية لتوقيع ديوانها بيكيا عشاق
- مثلت البحرين في فعاليات بغداد عاصمة الثقافة عام 2013
- مثلت البحرين في مهرجان (أصوات حيّة) في مدينة سيت الفرنسية عام 2013
- اختارها مهرجان غوتنبرغ في السويد لتمثيل البحرين
- مع مجموعة من الشاعرات عام 2015
- شاركت في فعاليات يوم الشعر متحدثة عن تجربة جيلها في احتفالية الجامعة الأهلية بيوم الشعر -الجامعة الأهلية ٢٠٢٢